# Smith of Wootton Major
Smith of Wootton Major é um conto escrito por Tolkien, autor de O Senhor dos Anéis e publicado em 1967.
O livro começou como uma tentativa para explicar o significado de Faery, o Belo Reino através de uma história curta sobre um cozinheiro e seu bolo, tanto que o nome original seria O Grande Bolo. A história serviria como um prefácio de Tolkien para George MacDonald, autor da famosa história de fadas The Golden Key. Mas a história de Tolkien cresceu e se tornou à parte.
Não tem ligação com o legendário da Terra-média, exceto pelo fato de haver um viajante que vai a uma terra que fica longe do mundo "normal" e fora do alcance de mortais.
No Brasil em 2015 foi publicada a versão em Português do livro sob o nome de Ferreiro de Bosque Grande pela WMF Martins Fontes, traduzido por Ronald Kyrmse.